# Денис Дук
Денис Владимирович Дук (на беларуски: Дзяніс Уладзіміравіч Дук) е беларуски историк, археолог, краевед, педагог.
Притежава научното звание професор и научната степен доктор на историческите науки – от 2012 г. Ректор е на Могильовския държавен университет „Аркадий Кулешов“ от 2017 г.

## Биография
Дук е роден на 29 май 1977 г. в град Новополоцк, Белоруска ССР (днес Беларус), СССР. През 1999 г. завършва специалност „История“ в катедра „История и филология“ на Полоцкия държавен университет. Учи в аспирантурата на Института по история на Националната академия на науките на Беларус, в същото време през 2004 г. защитава дисертацията на тема „Материалната култура на населението на Полоцк от XVI – XVIII век: Въз основа на резултатите от археологическите изследвания“.
През 2005 – 2013 г. е ръководител на катедрата по руска и обща история на Полоцкия държавен университет. През 2011 г. защитава докторска дисертация на тема „Полоцк IX – XVIII век: възникване, формиране и развитие“ в Института по история на Националната академия на науките на Беларус. В периода от 2013 до 2017 г. е заместник–ректор по академичните въпроси в Полоцкия държавен университет, в същото време преподава в катедрата по история и туризъм на историко–филологическия (по-късно – хуманитарен) факултет.
На 28 септември 2017 г. президентът на Беларус дава съгласието си за назначаването на Денис Дук за ректор на Могильовския държавен университет „Аркадий Кулешов“.